# Luci Sicini Dentat
Luci Sicini Dentat (en llatí: Lucius Sicinius Dentatus) va ser un militar romà del segle v aC. Formava part de la branca plebea de la gens Sicínia, De vegades també és anomenat Siccius. El cognomen Dentatus vol dir "nascut amb dents"
La seva vida té alguns aspectes llegendaris, i Aule Gel·li i altres l'anomenen l'Aquil·les romà. Es diu que va lluitar en 120 batalles, hauria matat a vuit enemics en combat singular, i hauria rebut 45 ferides a la part del davant del seu cos, que hauria conservat amb orgull, ja que li van fer merèixer innombrables recompenses i honors. Va acompanyar en la celebració del Triomf a nou generals, ja que es deia que havia contribuït decisivament a les seves victòries.
Va ser tribú de la plebs l'any 454 aC any en què va portar a judici davant el poble a Tit Romili, cònsol l'any anterior, i va aconseguir la seva condemna. El 450 aC després de la derrota dels romans enfront dels sabins va voler revoltar als plebeus i retirar-se al mont Sagrat en l'acció coneguda com a Secessio plebis. Considerava que l'exèrcit, formar majoritàriament per plebeus, no estava content amb el govern dels decemvirs i que per això no havia lluitat amb prou energia.
Els decemvirs van decidir la seva mort i van enviar un contingent militar. Quint Fabi Vibulà, que comandava l'exèrcit, va disposar d'un petit destacament que juntament amb uns assassins reconeguts, el van buscar i li van preparar un trampa. En un lloc solitari van caure sobre ell i el van matar, però no abans que ell hagués mort la majoria d'atacants. Els seus companys, als que s'havia dit que havia mort a mans dels enemics, van veure la traïció, quan van descobrir els soldats romans caiguts al voltant de Sicini, evidentment morts per la seva mà. Els decemvirs van fer el que van poder per calmar els ànims i van donar a Luci Sicini un enterrament amb tots els honors, però els soldats no van oblidar ni perdonar aquell fet. El decemvirat va caure l'any següent, el 449 aC.